# Samtgemeinde Hollenstedt
Die Samtgemeinde Hollenstedt ist ein Kommunalverband im Landkreis Harburg in Niedersachsen.

## Geografie

### Samtgemeindegliederung
Die Samtgemeinde umfasst die Mitgliedsgemeinden Appel, Drestedt, Halvesbostel, Hollenstedt, Moisburg, Regesbostel und Wenzendorf.

## Geschichte
Die Samtgemeinde wurde 1972 durch eine Gebietsreform gegründet.

## Politik

### Samtgemeinderat
Der Rat der Samtgemeinde Hollenstedt besteht aus 28 Ratsfrauen und Ratsherren. Dies ist die festgelegte Anzahl für eine Gemeinde mit einer Einwohnerzahl zwischen 11.001 und 12.000 Einwohnern. Die Ratsmitglieder werden durch eine Kommunalwahl für jeweils fünf Jahre gewählt. Neben den 28 in der Samtgemeindewahl gewählten Mitgliedern ist außerdem der hauptamtliche Samtgemeindebürgermeister im Rat stimmberechtigt.
Nach den vergangenen Kommunalwahlen ergaben sich folgende Sitzverteilungen:
| Wahljahr | CDU | SPD | WGH | GRÜNE | FLD | WGR | LKR | AfD | Gesamt   |
| 2021     | 11  | 4   | 7   | 5     | 1   | 0   | 0   | —   | 28 Sitze |
| 2016     | 11  | 4   | 5   | 4     | —   | 1   | —   | 3   | 28 Sitze |
| 2011     | 12  | 5   | 4   | 5     | —   | —   | —   | —   | 26 Sitze |

(WGH: Wählergemeinschaft Hollenstedt; FLD: Freie Liste Drestedt; WGR: Wählergemeinschaft Regesbostel)
| Samtgemeinderat 2021Insgesamt 28 Sitze - SPD: 4 - Grüne: 5 - FLD: 1 - WGH: 7 - CDU: 11 |

### Samtgemeindebürgermeister
Seit dem 1. Januar 2014 ist Heiner Albers (Wählergemeinschaft Hollenstedt) Samtgemeindebürgermeister. In der Stichwahl am 6. Oktober 2013 erhielt er 52,4 Prozent. Die Wahlbeteiligung betrug 48,2 Prozent. Sein Amtsvorgänger Uwe Rennwald (parteilos) war seit 2006 der erste hauptamtliche Bürgermeister. Er war damals mit 60,2 Prozent gewählt worden.

### Wappen
| Wappen von Samtgemeinde Hollenstedt | Blasonierung: „In Grün in einem mit sieben roten Kugeln belegten goldenem (gelbem) Bord eine goldene (gelbe) Kaiserkrone über einem silbernen (weißen) Wellenbalken.“ |
| Wappen von Samtgemeinde Hollenstedt | Wappenbegründung: Die Krone erinnert an die Friedensverhandlungen des fränkischen Königs Karl der Große mit slawischen Truppen im Jahre 804 in Hollenstedt. Der Wellenbalken steht für die Este, welche das Gemeindegebiet durchfließt. Die Kugeln symbolisieren die sieben Gemeinden Appel, Drestedt, Halvesbostel, Hollenstedt, Moisburg, Regesbostel und Wenzendorf. |

### Flagge
|  | 00Hissflagge:„Die Flagge ist grün-weiß quergestreift mit dem aufgelegten Wappen in der Mitte.“ |

### Gemeindepartnerschaften
Seit 2008 ist Wińsko in Polen Partnergemeinde der Samtgemeinde Hollenstedt.